# ميخائيل أمير اليونان والدنمارك
ميخائيل أمير اليونان والدنمارك (7 يناير 1939 - 28 يوليو 2024) هو ابن كريستوفر أمير اليونان والدنمارك وزوجته فرنسواز أميرة أورليان وهو متزوج من الفنانة اليونانية مارينا كاريلا.
سبق له الفوز بجائزة كومبور شاتوبريان.